# Bükk (heraldika)
A bükk a heraldikában ritka címerkép. Atilizált, tojásformájú, a szélein gyengén csipkézett leveleiről ismerhető fel. Eredetileg a szilárdság jelképe volt. Bükkfa van a Kramer család 1687-es címerében. 